# 釘本衛雄

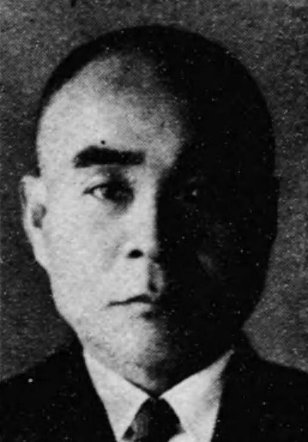
釘本衛雄

釘本 衛雄（くぎもと もりお、1880年（明治13年）5月25日 - 1949年（昭和24年）6月23日）は、衆議院議員（立憲民政党）、福島市長。

## 経歴
福島県双葉郡幾世橋村（現在の浪江町）出身。浪江郵便局で通信事務員として働いた後、早稲田大学高等予科で学んだ。福島新聞社で記者、主筆を務めた後、福島民友新聞社副社長を経て、1936年（昭和11年）に福島新聞社社長に就任した。
また福島県会議員に4度選出され、1931年（昭和6年）からは議長を2度務めた。1937年（昭和12年）、第20回衆議院議員総選挙に出馬し、当選。
1945年（昭和20年）から2年間福島市長を務めた。戦後、公職追放となり、追放中の1949年（昭和24年）に死去した。